# Відкритий чемпіонат США з тенісу 2000
Відкритий чемпіонат США з тенісу 2000 проходив з 28 серпня по 10 вересня 2000 року на відкртих кортах Тенісного центру імені Біллі Джин Кінг у парку Флашинг-Медоуз у районі Нью-Йорка Квінз. Це був четвертий, останній турнір Великого шолома календарного року. 

## Події
Минулорічні чемпіони Андре Агассі та Серена Вільямс не змогли захистити своїх титулів. Агассі програв у другому колі Арно Клеману, а Серена — у чвертьфіналі Лінзі Девенпорт. 
Марат Сафін обіграв у фіналі Піта Сампраса й здобув перший із своїх двох титулів Великого шолома. А у жінок перемогла Вінус Вільямс, для якої цей титул Великого шолома був другим загалом і першим в Америці. 
У парному розряді чоловіків уперше в історії перемогла несіяна пара — Г'юїтт / Мирний. Для обох це був перший парний титул Великого шолома. 
Жіноча пара Алар-Декюжі / Сугіяма теж здобули свої перші парні титули Великого шолома. Для Алар-Декюжі цей титул залишився єдиним. 
У міксті Аранча Санчес Вікаріо виграла мейджор учетверте, але вперше у США, Джаред Палмер виграв свій другий і останній мейджор у міксті, перший в Америці.
У змаганні дівчат українка Тетяна Перебийніс знову поступилася в фінальній грі.

## Результати фінальних матчів

### Дорослі
| Одиночний розряд. Чоловіки          |                            |               |
| Марат Сафін                         | Піт Сампрас                | 6–4, 6–3, 6–3 |
|                                     |                            |               |
| Одиночний розряд. Жінки             |                            |               |
| Вінус Вільямс                       | Ліндсі Девенпорт           | 6–4, 7–5      |
|                                     |                            |               |
| Парний розряд. Чоловіки             |                            |               |
| Ллейтон Г'юїтт Макс Мирний          | Елліс Феррейра Рік Ліч     | 6–4, 5–7, 7–6 |
|                                     |                            |               |
| Парний розряд. Жінки                |                            |               |
| Жулі Алар-Декюжі Суґіяма Ай         | Кара Блек Олена Лиховцева  | 6–0, 1–6, 6–1 |
|                                     |                            |               |
| Мікст                               |                            |               |
| Аранча Санчес Вікаріо Джаред Палмер | Анна Курникова Макс Мирний | 6–4, 6–3      |
|                                     |                            |               |

### Юніори
| Одиночний розряд. Хлопці          |                             |               |
| Енді Роддік                       | Роббі Джинепрі              | 6–1, 6–3      |
|                                   |                             |               |
| Одиночний розряд. Дівчата         |                             |               |
| Марія Емілія Салерні              | Тетяна Перебийніс           | 6–3, 6–4      |
|                                   |                             |               |
| Парний розряд. Хлопці             |                             |               |
| Лі Чайлдс Джеймс Нелсон           | Трес Девіс Роббі Джинепрі   | 6–2, 6–4      |
|                                   |                             |               |
| Парний розряд. Дівчата            |                             |               |
| Хісела Дулко Марія Емілія Салерні | Аніко Капрош Крістіна Вілер | 3–6, 6–2, 6–2 |
|                                   |                             |               |